# Футбольный матч Бразилия — Германия (2014)
Футбольный матч Бразилия — Германия — первый полуфинальный матч чемпионата мира 2014 года, состоявшийся 8 июля на стадионе «Минейран» в городе Белу-Оризонти. В матче встретились сборные Бразилии (хозяйки чемпионата мира) и Германии за право выйти в финал чемпионата мира. На матче присутствовали более 58 тысяч человек; встречу обслуживал арбитр мексиканец Марко Родригес. Обе сборные подошли к полуфиналу без поражений, но Бразилия понесла серьёзную потерю в матче четвертьфинала против Колумбии, лишившись из-за травмы ключевого игрока команды — Неймара. Также из-за избытка жёлтых карточек полуфинал пропустил капитан бразильцев Тиагу Силва.
Букмекеры ожидали упорной борьбы от обеих команд, в сумме выигравших восемь чемпионатов мира (Бразилия — пятикратный чемпион, Германия — трёхкратный чемпион). Последняя их личная встреча на чемпионатах мира вне групповых этапов состоялась в финале чемпионата мира 2002 года, когда Бразилия победила 2:0 и завоевала пятый чемпионский титул. Однако матч в Белу-Оризонти закончился крупным поражением Бразилии со счётом 1:7, причём Германия уже к перерыву вела 5:0, забив в первом тайме в течение 6 минут четыре мяча. Во второй половине встречи немцы довели счёт до 7:0, а единственный гол бразильцев был забит только в добавленное время второго тайма. Лучшим игроком матча стал немец Тони Кроос.
Этот матч установил несколько новых рекордов чемпионата мира:
- во-первых, этот матч стал самым результативным полуфиналом чемпионатов мира (8 мячей);
- во-вторых, Германия превзошла Бразилию по числу забитых голов на чемпионате мира — 223 против 221;
- в-третьих, Германия стала первой страной, вышедшей восемь раз в финал чемпионата мира;
- в-четвёртых, рекордсменом по числу забитых голов за все чемпионаты мира стал игрок сборной Германии Мирослав Клозе — с 16 забитыми мячами он обошёл бразильца Роналдо;
- в-пятых, Германия стала первой командой, забившей 7 мячей в полуфинале чемпионата мира.

Бразилия же потерпела крупнейшее поражение в своей истории: последний раз с разницей в 6 мячей она проигрывала сборной Уругвая в 1920 году в рамках чемпионата Южной Америки в Чили. Также прервалась домашняя беспроигрышная серия из 62 встреч: последний раз дома бразильцы на официальном турнире потерпели поражение в 1975 году в рамках Кубка Америки от Перу со счётом 1:3. По аналогии с поражением 1:2 от Уругвая на домашнем чемпионате мира 1950 года («Мараканасо») этот матч в Бразилии и на международном уровне стали называть «Минейрасо» (порт. Mineiraço): бразильские болельщики и пресса расценивают этот матч как национальный позор и как худший матч сборной за всю историю.
Затем Германия, победив в финале сборную Аргентины, в четвёртый раз стала чемпионом мира, а Бразилия затем проиграла ещё матч за третье место Нидерландам.

## Предыстория

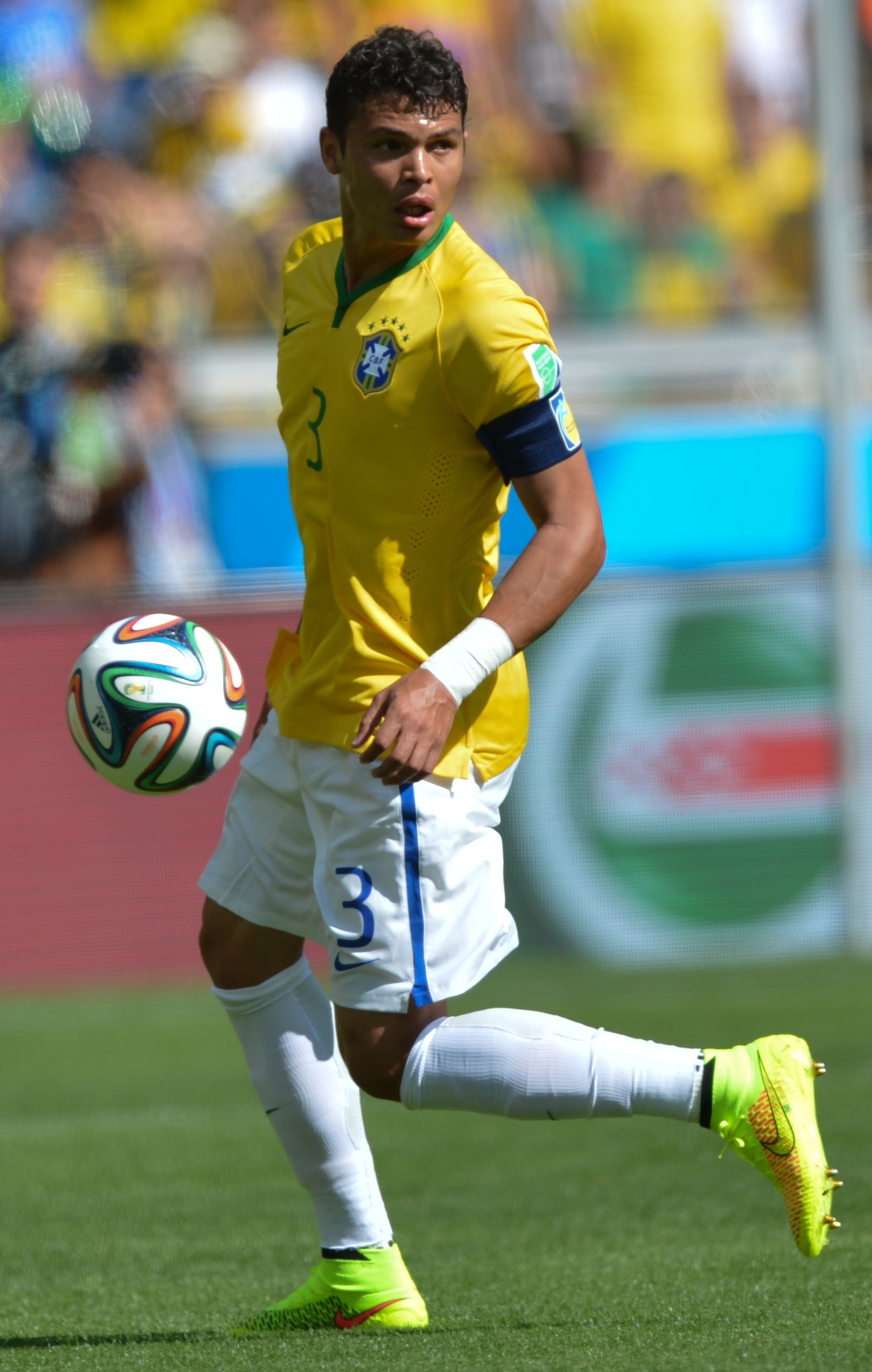
Капитан сборной Бразилии Тиагу Силва, пропустивший матч из-за перебора жёлтых карточек

Чемпионат мира по футболу 2014 года стал вторым первенством мира, которое проводила Бразилия: первый раз она проводила его в 1950 году. Всего в активе сборной Бразилии на момент старта чемпионата мира было пять титулов чемпионов мира. Сборная Германии выигрывала чемпионат мира до этого трижды, но последний чемпионат ими был выигран 24 года тому назад. Бразилия вышла в полуфинал впервые с 2002 года, года последнего чемпионства, когда в финале победила Германию. Германия же в четвёртый раз подряд вышла в полуфинал чемпионатов мира. Перед стартом чемпионата мира обе команды расценивались букмекерами как фавориты на чемпионский титул: Германия занимала 2-е место в рейтинге ФИФА, Бразилия — 3-е.

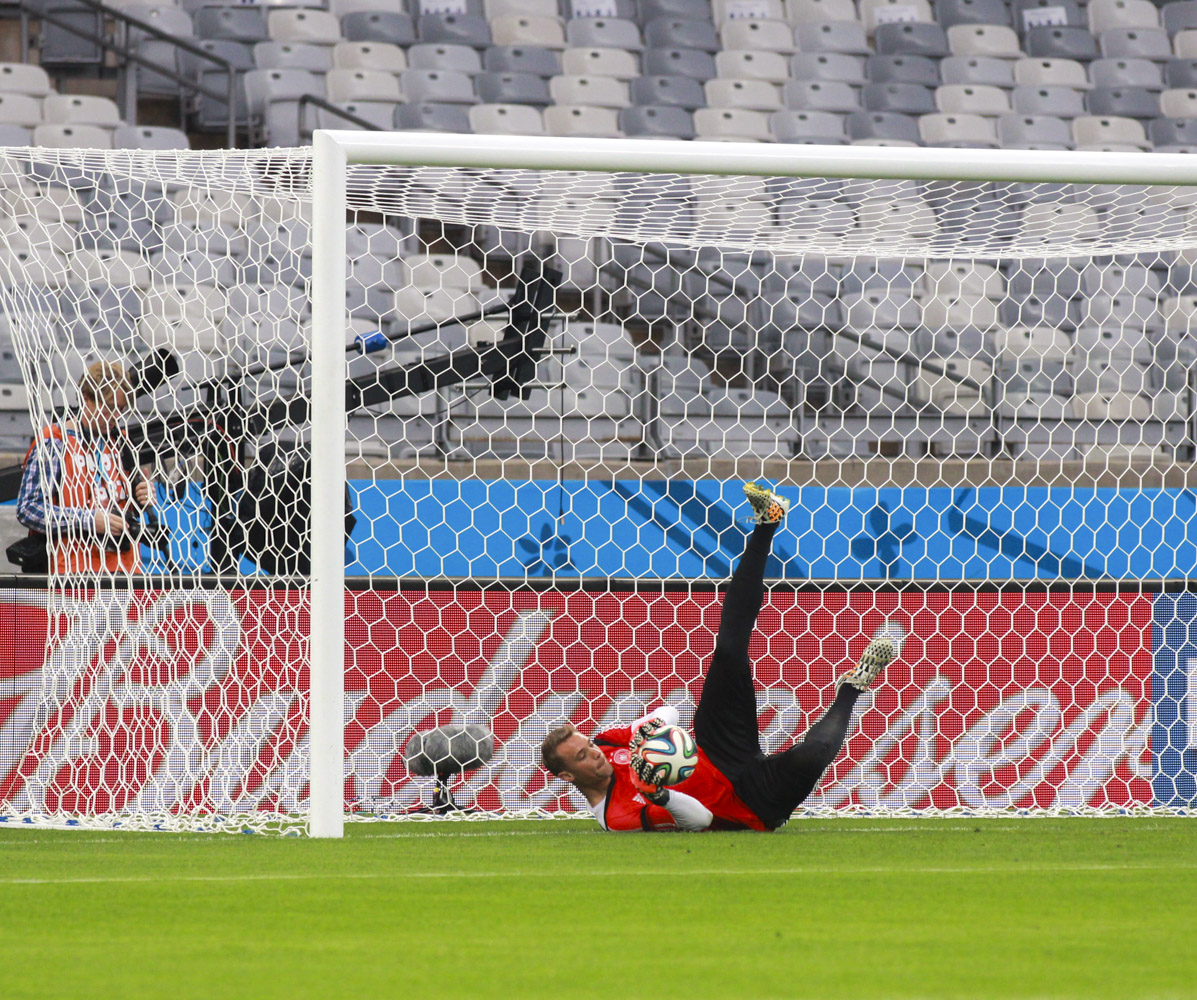
Вратарь сборной Германии Мануэль Нойер на тренировке 7 июля 2014 года

Сборная Бразилии играла в группе A против сборных Хорватии, Мексики и Камеруна и, набрав 7 очков (две победы и ничья), вышла с первого места; в 1/8 финала она переиграла сборную Чили в серии пенальти, а в 1/4 финала — сборную Колумбии. Германия аналогично набрала 7 очков (две победы и ничья) в группе G, сыграв против сборных Португалии, Ганы и США. В 1/8 финала сборная Германии переиграла сборную Алжира в дополнительное время, а в 1/4 финала — сборную Франции. Бразилия и Германия сыграли 21 матч друг против друга, но в рамках плей-офф последний раз играли в 2002 году в финале чемпионата мира (Бразилия победила 2:0). Бразилия также играла на чемпионате мира 1974 года против сборной ГДР, но результат этого матча не учитывается в статистике сборной Германии.
Сборная Бразилии подходила к матчу в статусе самой грубой команды на чемпионате, и это отразилось на её составе. Защитник сборной Бразилии и её капитан Тиагу Силва пропускал матч из-за перебора жёлтых карточек, а апелляцию Бразильской конфедерации футбола на дисквалификацию Силвы ФИФА отклонила. Ещё одной потерей стала травма нападающего Неймара, который получил перелом позвонков в четвертьфинале против сборной Колумбии. Отстранённого Силву заменил Данте, травмированного Неймара — Бернард, также вместо Паулиньо вышел Луис Густаво. В стартовом составе сборной Германии по сравнению с четвертьфиналом замен не было произведено.
Перед началом матча вратарь Жулио Сезар и капитан Давид Луис вынесли футболку Неймара, которую держали во время исполнения гимна. Несмотря на потери бразильцев, букмекеры ожидали упорной борьбы особенно на фоне сильной поддержки со стороны болельщиков Бразилии. Судил встречу мексиканский арбитр Марко Антонио Родригес, для которого этот матч должен был стать последним в его карьере.

## Игра

### Первый тайм
Обе команды начали матч с атак. На 3-й минуте первый удар нанёс Марсело мимо ворот, на 7-й минуте Сами Хедира ответил своим ударом, который пришёлся в его же коллегу по сборной Тони Крооса. На 11-й минуте немцы подали первый угловой в матче, который завершился голом: Томас Мюллер убежал от Давида Луиса в штрафной площади и с подачи Тони Крооса ударом ногой открыл счёт в матче. Бразильцы безуспешно попытались восстановить равновесие, их атаки были бесплодными: единственный раз Марсело чуть не прорвался в штрафную, но в подкате сыграл уверенно Филипп Лам. На 23-й минуте немцы забили второй гол: Кроос и Мюллер разыграли комбинацию, которая завершилась пасом на Мирослава Клозе, и если его первый удар отразил Жулио Сезар, то на добивании Клозе всё-таки поразил ворота. Этот гол для Мирослава Клозе стал 16-м, и он обошёл бразильца Роналдо в рейтинге лучших бомбардиров ФИФА, выйдя на чистое первое место.
После гола Мирослава Клозе бразильцы утратили нить игры. На 24-й минуте ударом с левой Тони Кроос с линии штрафной поразил ворота бразильцев, забив третий мяч с передачи Филиппа Лама. На 26-й минуте, спустя несколько секунд после ввода бразильцами мяча с центра поля Кроос отобрал мяч у выпадавшего из игры Фернандиньо и, обменявшись пасами с Сами Хедирой, забил четвёртый мяч. Через 69 секунд в ворота бразильцев залетел пятый мяч, автором которого стал Сами Хедира, разыгравший комбинацию с Месутом Озилем. Все пять голов сборной Германии были забиты до 30-й минуты, четыре из них — в течение шести минут игры. Бразилия вообще не нанесла ни одного удара в створ за первый тайм. Телеканалы, транслировавшие матч, запечатлели многих шокированных и плачущих бразильских болельщиков. На «Минейране» где-то начались драки между болельщиками, поэтому на стадион был направлен наряд военной полиции штата Минас-Жерайс.

### Второй тайм

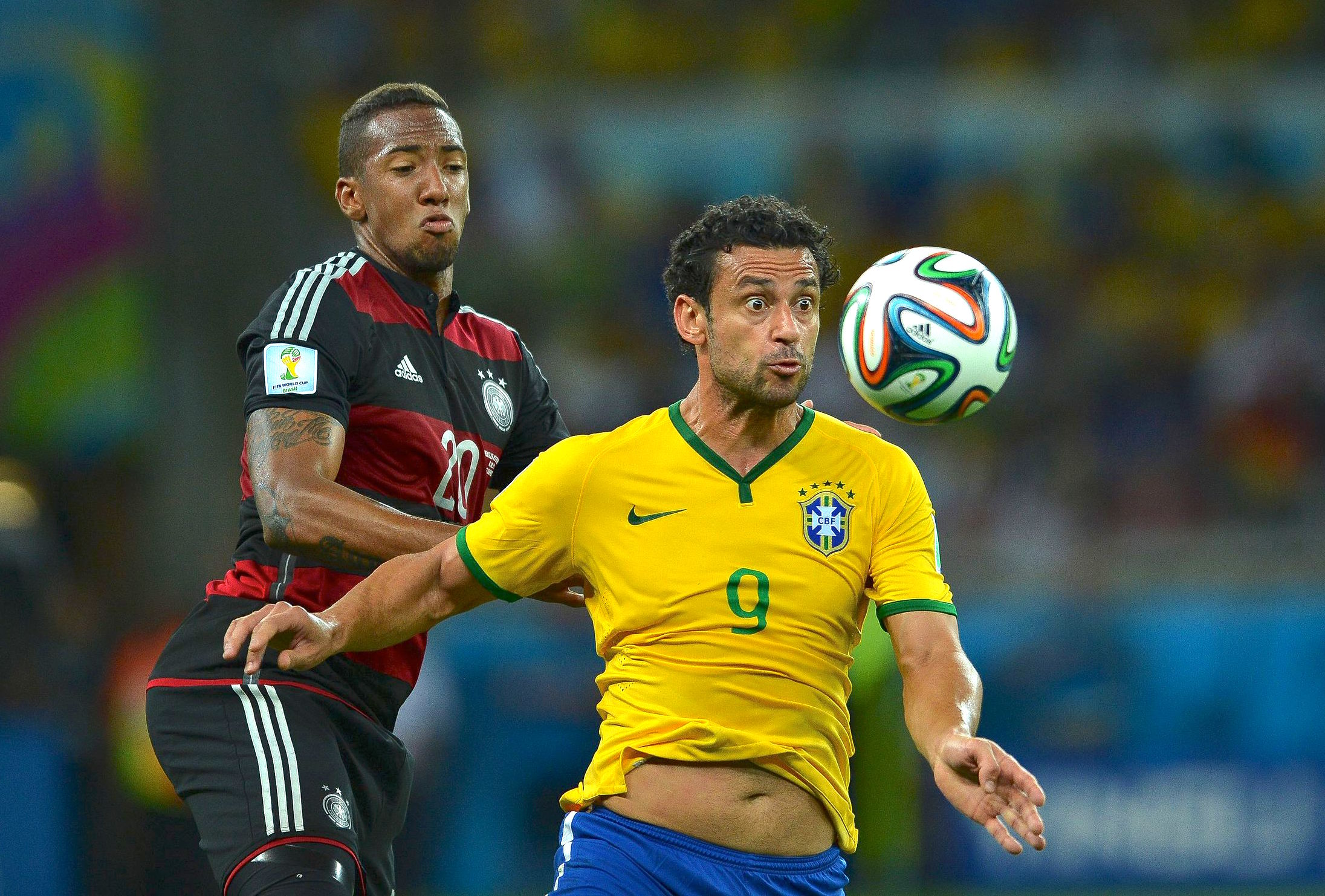
Бразилец Фред (номер 9) был заменён на 70-й минуте и во время замены освистан болельщиками

В перерыве поле покинули Фернандиньо и Халк, вместо которых вышли Паулиньо и Рамирес. Это немного улучшило качество игры бразильцев, и Мануэль Нойер был вынужден вступить в игру, совершив сэйвы после ударов Оскара, Паулиньо и Фреда. Но на 60-й минуте немцы вернули инициативу в свои руки, и Жулио Сезару пришлось дважды парировать удары Мюллера. На 69-й минуте немцы забили в шестой раз после навеса Филиппа Лама, когда мяч с близкой дистанции подправил в ворота Шюррле. Через 10 минут Шюррле откликнулся на навес Томаса Мюллера с левого фланга и пробил рядом с ближней штангой так, что мяч рикошетом от перекладины залетел в ворота. При счёте 7:0 оставшиеся бразильские фанаты встали, аплодируя немцам за блистательную игру и лично за гол Шюррле. Ближе к концу встречи Озиль получил мяч в одном из эпизодов, но только его промах не позволил залететь восьмому мячу в ворота бразильцев. Спустя несколько секунд Оскар после длинного навеса забил единственный гол бразильцев, позволив сборной избежать «сухого» поражения. Итоговый счёт 1:7 стал худшим поражением сборной Бразилии с 1920 года (когда Бразилия проиграла Уругваю 0:6) и прервал серию беспроигрышных домашних матчей из 62 встреч. Под свист болельщиков бразильские игроки покидали поле, некоторые были в слезах.
Лучшим игроком матча по версии ФИФА был выбран немец Тони Кроос: он нанёс три удара, два из которых завершились голами, отдал один голевой пас и создал два момента; точность его передач составила 93 %. Бразилец Фред, которого заменил на 70-й минуте Виллиан, удостоился только освистывания со стороны болельщиков Бразилии. По данным Opta Sports, Фред не совершил ни одного подката, навеса, финта или перехвата мяча, а большую часть игрового времени провёл в центральном круге.

## Детали матча
| Бразилия  | 1:7   | Германия                                                               |
| --------- | ----- | ---------------------------------------------------------------------- |
| Оскар 90′ | Отчёт | Мюллер 10′ · Клозе 23′ · Кроос 24′, 26′ · Хедира 29′ · Шюррле 69′, 79′ |

| Бразилия | Германия |

| Вр                  | 12 | Жулио Сезар  |     |     |
| Защ                 | 23 | Майкон       |     |     |
| Защ                 | 4  | Давид Луис   |     |     |
| Защ                 | 13 | Данте        | 68' |     |
| Защ                 | 6  | Марсело      |     |     |
| ПЗ                  | 17 | Луис Густаво |     |     |
| ПЗ                  | 5  | Фернандиньо  |     | 46' |
| ПЗ                  | 7  | Халк         |     | 46' |
| ПЗ                  | 11 | Оскар        |     |     |
| ПЗ                  | 20 | Бернард      |     |     |
| Нап                 | 9  | Фред         |     | 69' |
| Замены:             |    |              |     |     |
| Вр                  | 1  | Джефферсон   |     |     |
| Защ                 | 2  | Дани Алвес   |     |     |
| ПЗ                  | 8  | Паулиньо     |     | 46' |
| Защ                 | 14 | Максвелл     |     |     |
| Защ                 | 15 | Энрике       |     |     |
| ПЗ                  | 16 | Рамирес      |     | 46' |
| ПЗ                  | 18 | Эрнанес      |     |     |
| ПЗ                  | 19 | Виллиан      |     | 69' |
| Нап                 | 21 | Жо           |     |     |
| Вр                  | 22 | Виктор       |     |     |
| Главный тренер:     |    |              |     |     |
| Луиc Фелипе Сколари |    |              |     |     |

| Вр              | 1  | Мануэль Нойер        |  |     |
| Защ             | 16 | Филипп Лам           |  |     |
| Защ             | 20 | Жером Боатенг        |  |     |
| Защ             | 5  | Матс Хуммельс        |  | 46' |
| Защ             | 4  | Бенедикт Хёведес     |  |     |
| ПЗ              | 6  | Сами Хедира          |  | 76' |
| ПЗ              | 7  | Бастиан Швайнштайгер |  |     |
| ПЗ              | 13 | Томас Мюллер         |  |     |
| ПЗ              | 18 | Тони Кроос           |  |     |
| ПЗ              | 8  | Месут Озиль          |  |     |
| Нап             | 11 | Мирослав Клозе       |  | 58' |
| Замены:         |    |                      |  |     |
| Вр              | 12 | Рон-Роберт Цилер     |  |     |
| Защ             | 2  | Кевин Гросскройц     |  |     |
| Защ             | 3  | Маттиас Гинтер       |  |     |
| Нап             | 9  | Андре Шюррле         |  | 58' |
| Нап             | 10 | Лукас Подольски      |  |     |
| ПЗ              | 14 | Юлиан Дракслер       |  | 76' |
| Защ             | 15 | Эрик Дурм            |  |     |
| Защ             | 17 | Пер Мертезакер       |  | 46' |
| ПЗ              | 19 | Марио Гётце          |  |     |
| Вр              | 22 | Роман Вайденфеллер   |  |     |
| ПЗ              | 23 | Кристоф Крамер       |  |     |
| Главный тренер: |    |                      |  |     |
| Йоахим Лёв      |    |                      |  |     |

| Игрок матча: Тони Кроос Ассистенты главного арбитра: Марвин Торрентера Маркос Кинтеро Резервный судья: Марк Гейгер Пятый судья: Марк Шон Хёрд | Условия матча: - 90 минут основного времени - 30 минут дополнительного времени в случае ничьи в основное время - Серия пенальти, если ничья будет зафиксирована и в дополнительное время. - 12 игроков на замену - Не более трёх замен от каждой команды |

### Статистика матча

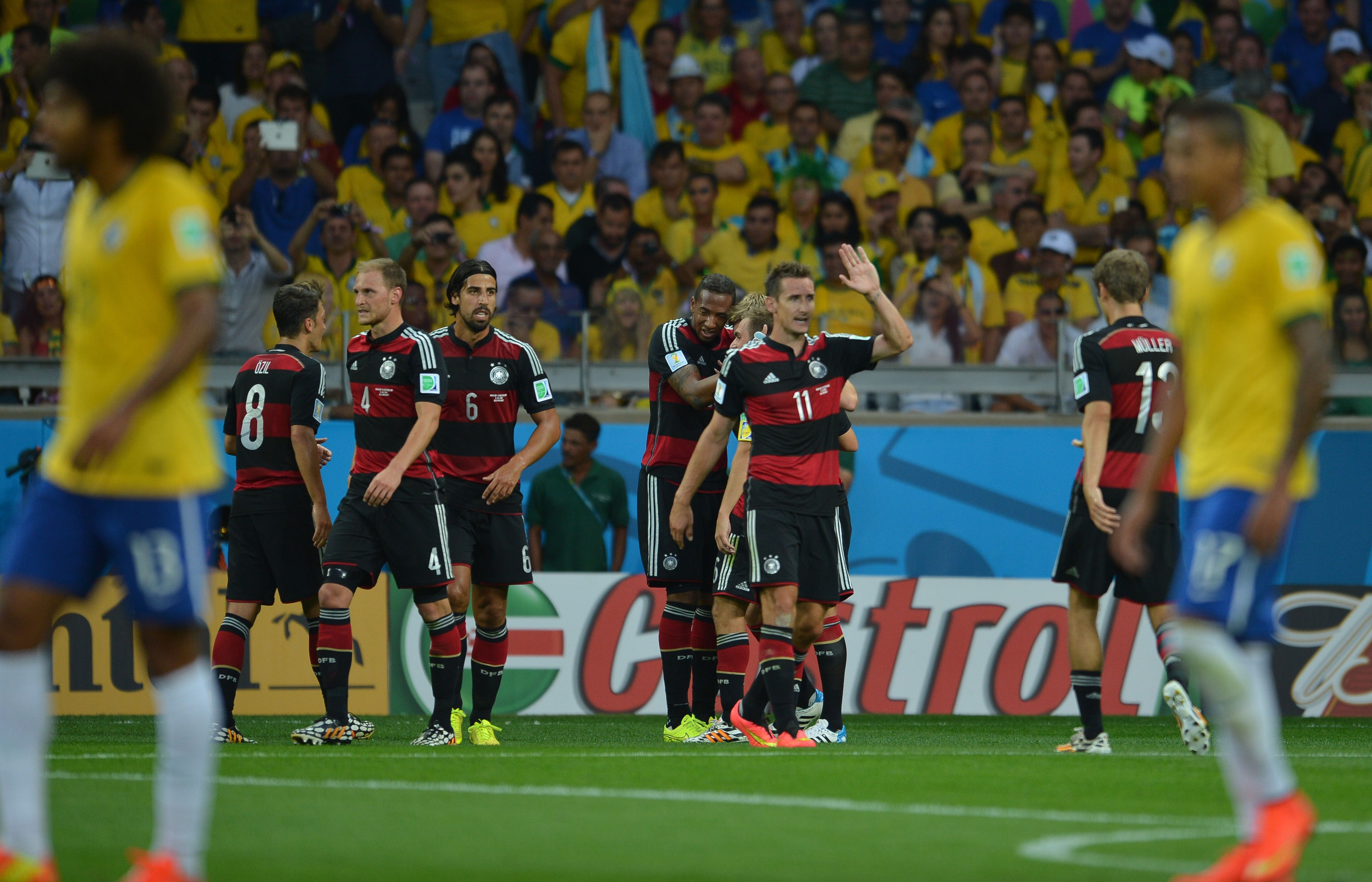
Немцы празднуют гол

| Статистические данные | Бразилия | Германия |
| --------------------- | -------- | -------- |
| Голы                  | 1        | 7        |
| Удары по воротам      | 18       | 14       |
| Удары в створ         | 8        | 10       |
| Владение мячом        | 52 %     | 48 %     |
| Угловые               | 7        | 5        |
| Нарушения             | 11       | 14       |
| Офсайды               | 3        | 0        |
| Жёлтые карточки       | 1        | 0        |
| Красные карточки      | 0        | 0        |
| Количество передач    | 547      | 592      |
| Точность передач      | 79 %     | 82 %     |

## Установленные рекорды и антирекорды

### Общие

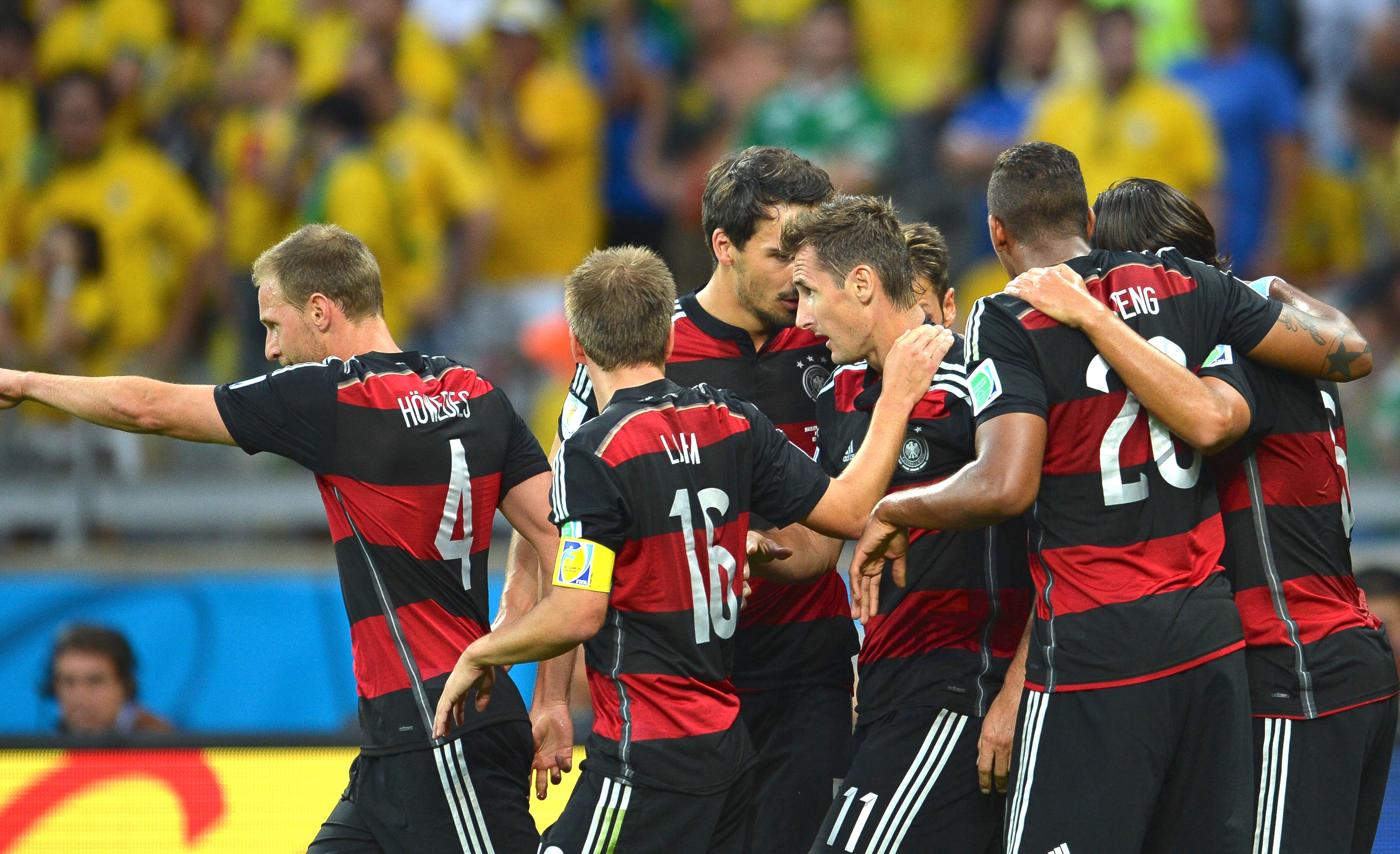
Немцы установили рекордный счёт полуфиналов чемпионата мира

Результат этого матча стал крупнейшим в истории полуфиналов и финалов чемпионатов мира, а также крупнейшим поражением страны-хозяйки (ранее страна-хозяйка не проигрывала с разницей более чем в 3 мяча). К концу встречи на чемпионате мира 2014 года было забито уже 167 голов: в итоге в рейтинге наиболее результативных чемпионатов мира был повторён рекорд чемпионата мира 1998 года со 171 голом. Всего в створ ворот было нанесено 18 ударов, что стало также лучшим показателем по всем матчам чемпионата мира 2014 года за 90 минут основного времени. Самые быстрые четыре мяча были забиты именно в этом матче: Германия забила за шесть минут (с 23-й по 29-й) четыре гола, побив аналогичные 7-минутные рекорды сборной Австрии 1954 года (с 25-й по 32-й минуты) и сборной Венгрии 1982 года (с 69-й по 76-й минуты). Германия повторила достижение по числу забитых голов в ворота страны-хозяйки чемпионата мира, которое первым установила в 1954 году Австрия, победившая Швейцарию со счётом 7:5. Помимо этого, Германия превзошла Бразилию по числу забитых на чемпионатах мира мячей: 223 гола немцев против 221 гола бразильцев. Сама победа позволила немцам зафиксировать свой восьмой выход в финал чемпионатов мира (у Бразилии было семь выходов в финал до этого).

### Бразилия

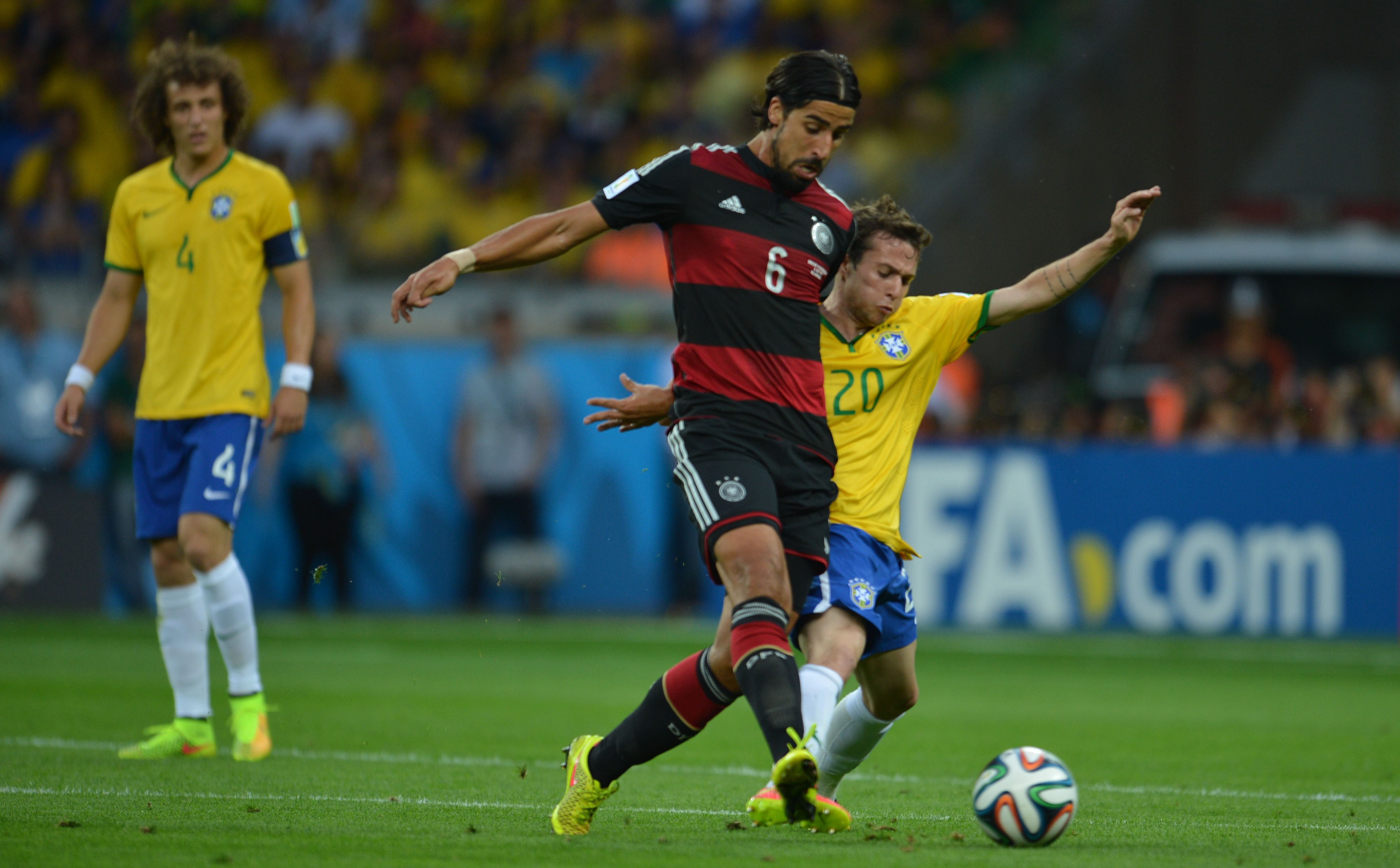
Сборная Бразилии потерпела крупнейшее с 1920 года поражение в официальных матчах

Бразилия потерпела крупнейшее поражение с 1920 года, когда проиграла сборной Уругвая на чемпионате Южной Америки со счётом 0:6, но это же поражение стало крупнейшим домашним поражением (предыдущим было поражение в 1939 году в Рио-де-Жанейро от Аргентины со счётом 1:5). Поражение от Германии прервало серию из 62 беспроигрышных официальных домашних встреч Бразилии: последний раз они проигрывали в 1975 году на Кубке Америки сборной Перу со счётом 1:3, но на этом же стадионе «Минейран». Последний раз Бразилия терпела поражение в полуфинале в 1938 году в Марселе от сборной Италии и с тех пор шесть раз выигрывала полуфинал (поражение в 1974 году в матче с Нидерландами формально полуфиналом не было). Также Бразилия впервые пропустила 7 мячей дома, хотя 3 июня 1934 года в товарищеской встрече против Югославии проиграла со счётом 4:8. Последний раз Бразилия пропускала не менее 5 мячей на чемпионате мира 1938 года в матче против Польши (победа 6:5), а последний раз пропускала 4 мяча на чемпионате мира 1954 года в матче против Венгрии (поражение 2:4). Последний раз Бразилия крупно проигрывала (3 мяча и более) в 1998 году в финале чемпионата мира против Франции. Наконец, Бразилия потерпела крупнейшее поражение в личных встречах с Германией (в 1986 году немцы победили 2:0).
Нападающий Фред вошёл в число худших форвардов сборной Бразилии, когда-либо выступавших на чемпионатах мира (1 мяч за 402 минуты).

### Германия

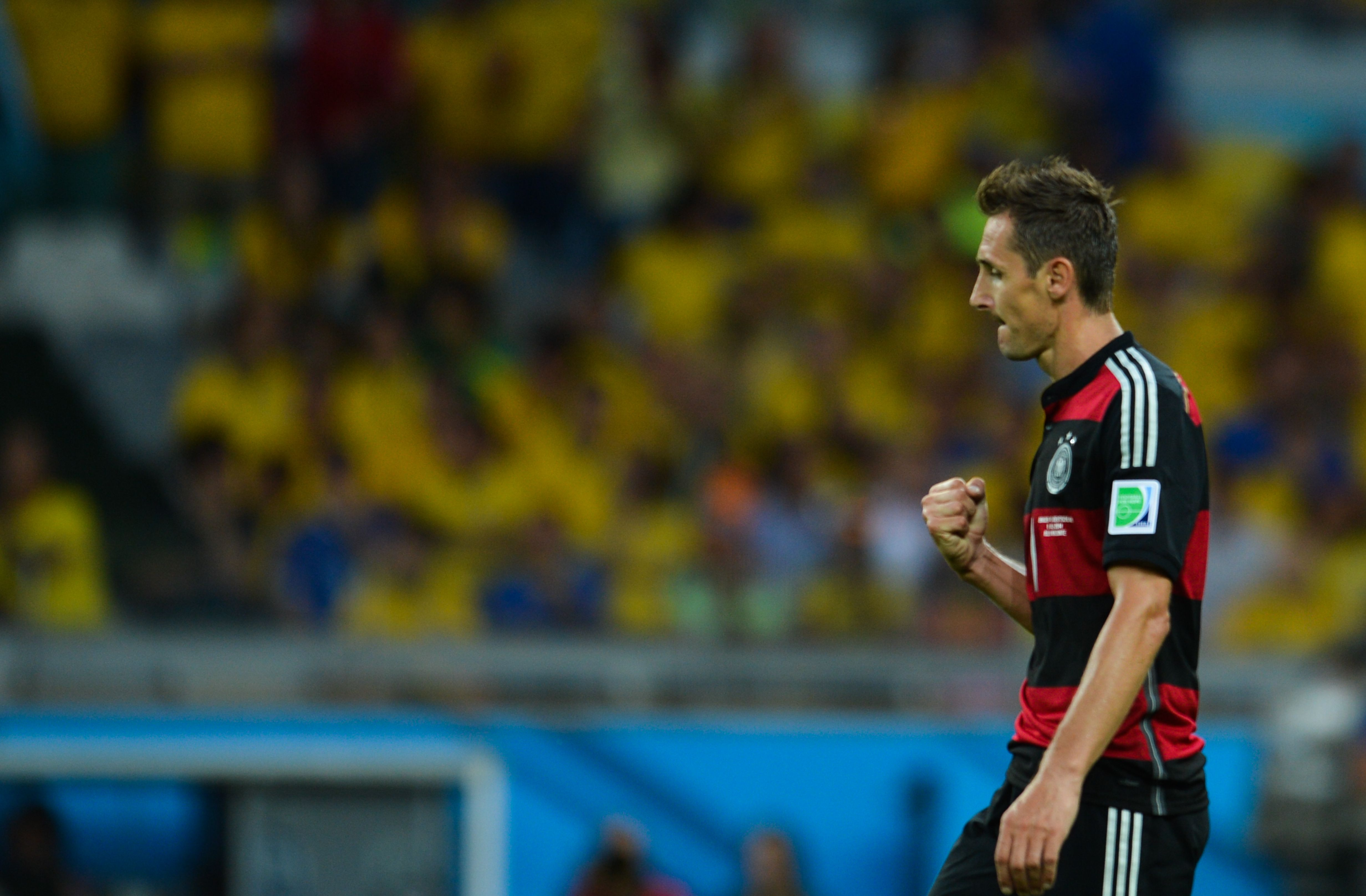
Мирослав Клозе после гола на 23-й минуте стал единоличным лучшим бомбардиром чемпионатов мира

Победа Германии позволила ей попасть в четвёртый раз подряд в число призёров чемпионата мира, а также в восьмой раз попасть в финал чемпионатов мира. Сборная Германии сыграла 12-й полуфинал в своей истории и стала первой командой, забившей 7 мячей в полуфинале чемпионата мира: ранее в 1954 году на чемпионате мира немцы забили 6 мячей сборной Австрии (столько же мячей забивали полуфиналисты чемпионата мира 1930 года). Германия забила пять голов к 29-й минуте, которые стали самыми быстрыми в матче чемпионата мира, и установила рекорд по счёту в первом тайме. Хотя крупнейшая победа на чемпионате мира была одержана немцами в 2002 году над Саудовской Аравией, к перерыву немцы там вели только 4:0. Как минимум 5 голов к перерыву пропускали только сборные Заира от Югославии и Гаити от Польши на чемпионате мира 1974 года. Благодаря семи забитым голам у сборной Германии стала лучшая разница забитых и пропущенных мячей по сравнению с 28 другими странами-участницами чемпионатов мира.
Мирослав Клозе сравнялся с бразильцем Кафу по числу матчей, которые он выиграл на чемпионате мира — 16 встреч. Клозе сыграл свою 23-ю игру на чемпионате мира, сравнявшись по числу матчей с Паоло Мальдини и уступив только соотечественнику Лотару Маттеусу с 25 матчами, но зато превзошёл Маттеуса и Кафу по числу матчей плей-офф (13 игр) и стал единственным участником четырёх полуфиналов чемпионатов мира, побив рекорд Уве Зеелера с тремя полуфиналами. Благодаря матчу число голов Клозе на чемпионатах мира дошло до 16, и он тем самым побил рекорд бразильца Роналдо, который комментировал эту встречу для телевидения. Более того, Томас Мюллер забил 2000-й гол в истории сборной Германии, став третьим футболистом после Теофило Кубильяса и Мирослава Клозе, забившим 5 или более мячей на двух чемпионатах мира. Наконец, Тони Кроос оформил самый быстрый дубль на чемпионате мира, потратив на это всего 69 секунд.

## Причины результата
Аналитики выявили серию ошибок, допущенных бразильским тренерским штабом при выборе стартового состава. Луис Фелипе Сколари заявил на чемпионат мира почти тот же состав, который выиграл Кубок конфедераций 2013, несмотря на то, что у многих игроков не было достаточного опыта выступлений на чемпионате мира. Бразилия не играла достаточно уверенно ни в одной из встреч, слишком сильно рассчитывая на Неймара, и все слабые стороны команды обнажились в полуфинале. Без своего ключевого игрока — Неймара — бразильцы почти не тренировались перед чемпионатом мира, а Сколари, заменив Неймара на Бернарда, допустил ещё одну ошибку, усилив атакующую линию и совершенно не позаботившись о полузащите. Помощники тренера поддерживали внесение в заявку опорных полузащитников Рамиреса и Виллиана, но на поле вышли Фернандиньо и Луис Густаво, которые не справились с немецким трио Тони Крооса, Сами Хедиры и Бастиана Швайнштайгера. Оборона, которая критиковалась в предыдущих матчах, провалилась по всем фронтам: Данте не смог заменить дисквалифицированного Силву, а Давид Луис совершил нехарактерные для себя ошибки в игре. Наконец, Марсело был по непонятным причинам отправлен в атаку, Густаво не справился с его поддержкой, а «тактический нападающий» Фред не справился ни с одной задачей на позиции голеадора.

## Реакция

### Игроки

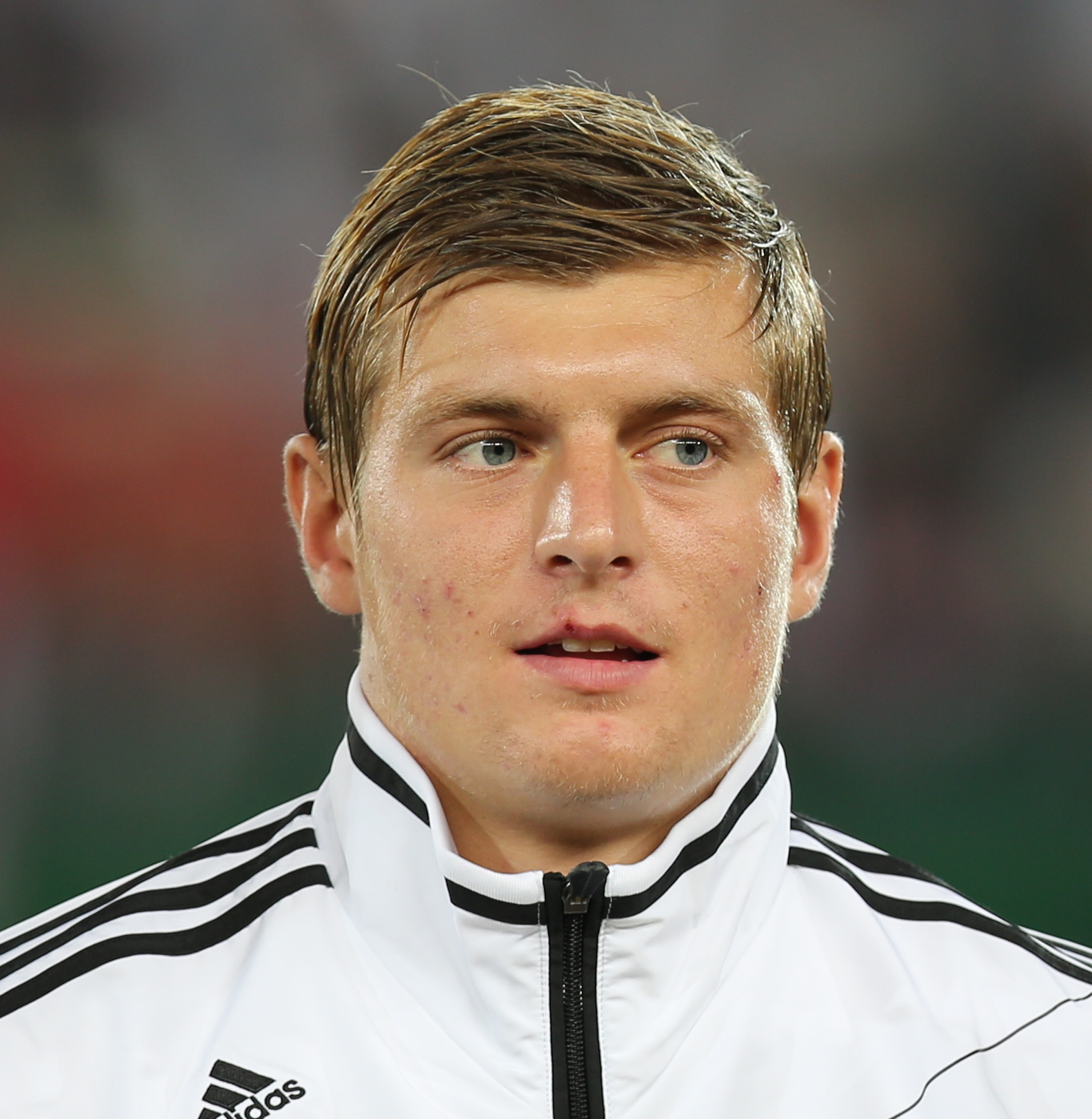
Тони Кроос, оформивший дубль за 69 секунд, выражал сочувствие проигравшим, которые были «не в лучшей форме»

Всю ответственность за поражение на себя возложил Луис Фелипе Сколари, который назвал итог «худшим поражением национальной сборной Бразилии», а день игры — худшим днём своей жизни, решив уйти в отставку после турнира. Капитан сборной Давид Луис и вратарь Жулио Сезар принесли извинения бразильскому народу за поражение, причём Давид Луис плакал, обращаясь к болельщикам. Освистанный болельщиками Фред признал эту игру худшим поражением за свою карьеру и карьеру своих коллег по сборной, а позже объявил о завершении карьеры в сборной. Согласно прессе, за матчем наблюдал в прямом эфире Неймар, однако после седьмого гола немцев он выключил телевизор и ушёл играть в покер. Тем не менее, Неймар поддерживал команду и сказал, что был горд играть в составе этой сборной.
Однако и сами немцы не могли поверить в случившееся на поле, считая подобный исход игры просто невозможным. После игры Матс Хуммельс заявил, что немцы решили не унижать бразильцев во втором тайме и после игры, чтобы показать хоть какое-нибудь уважение, но при этом контролировали ход игры в течение всего матча. Немецкое телевидение составило нарезку празднований голов, но никто после забитых голов в этой нарезке не прыгал и не кричал. Тренер сборной Йоахим Лёв поблагодарил команду за выполненный план на игру, заметив, что бразильцы сильно паниковали и сломались на фоне хладнокровной немецкой сборной. Получивший приз лучшего игрока матча Тони Кроос добавил, что немцы взяли инициативу в свои руки с самого начала матча, несмотря на старания бразильцев, которые делали всё, что могли. Однако Лёв заявил, что счёт не имеет никакого значения в преддверии финала и что в стане сборной отсутствует эйфория, поскольку сборной ещё надо выиграть финал.
После игры немецкие игроки и тренеры выражали сочувствие проигравшим. Лёв и его подопечные Пер Мертезакер и Филипп Лам напомнили, что в 2006 году Германия потерпела поражение в полуфинале домашнего чемпионата мира при таком же давлении от своих болельщиков, как и Бразилия в минувшей встрече. Лам в интервью сказал, что чувствовал себя неловко и даже не радовался победе, поскольку бразильцы совершили такие ошибки, которые не могут случаться в матчах подобного уровня. Мертезакер говорил, что полуфинал было невозможно смотреть даже со скамейки запасных, невзирая на феерическую игру сборной Германии. Кроос сказал, что бразильцы не показали своих лучших качеств из-за колоссального давления отовсюду, и выразил свою веру в возвращение бразильцев на прежний уровень с хорошим составом. Наконец, Лёв отметил, что оставшиеся на трибунах бразильцы в конце встречи аплодировали немцам, на что обратила внимание и газета O Globo, выразившая благодарность за слова немецких игроков и назвавшая их «чемпионами мира по сочувствию».
В своём аккаунте Twitter бразильский футболист Пеле сообщил: «Я всегда говорил, что футбол полон неожиданностей. Никто в мире не ожидал такого результата. Мы попытаемся добыть наш шестой титул в России. Поздравляю Германию». Капитан чемпионов мира 1970 года Карлос Альберто Торрес сказал, что Бразилия проиграла, потому что решила ещё до матча, что победа у неё в кармане, и что тактика Сколари на этот матч была самоубийственной, а игра немцев действительно впечатлила Торреса. Тренер аргентинцев Алехандро Сабелья оказался не в силах объяснить случившееся, списав всё на нелогичность футбола, а вот Диего Марадона ещё и высмеял в песне поражение бразильцев.

### Общество

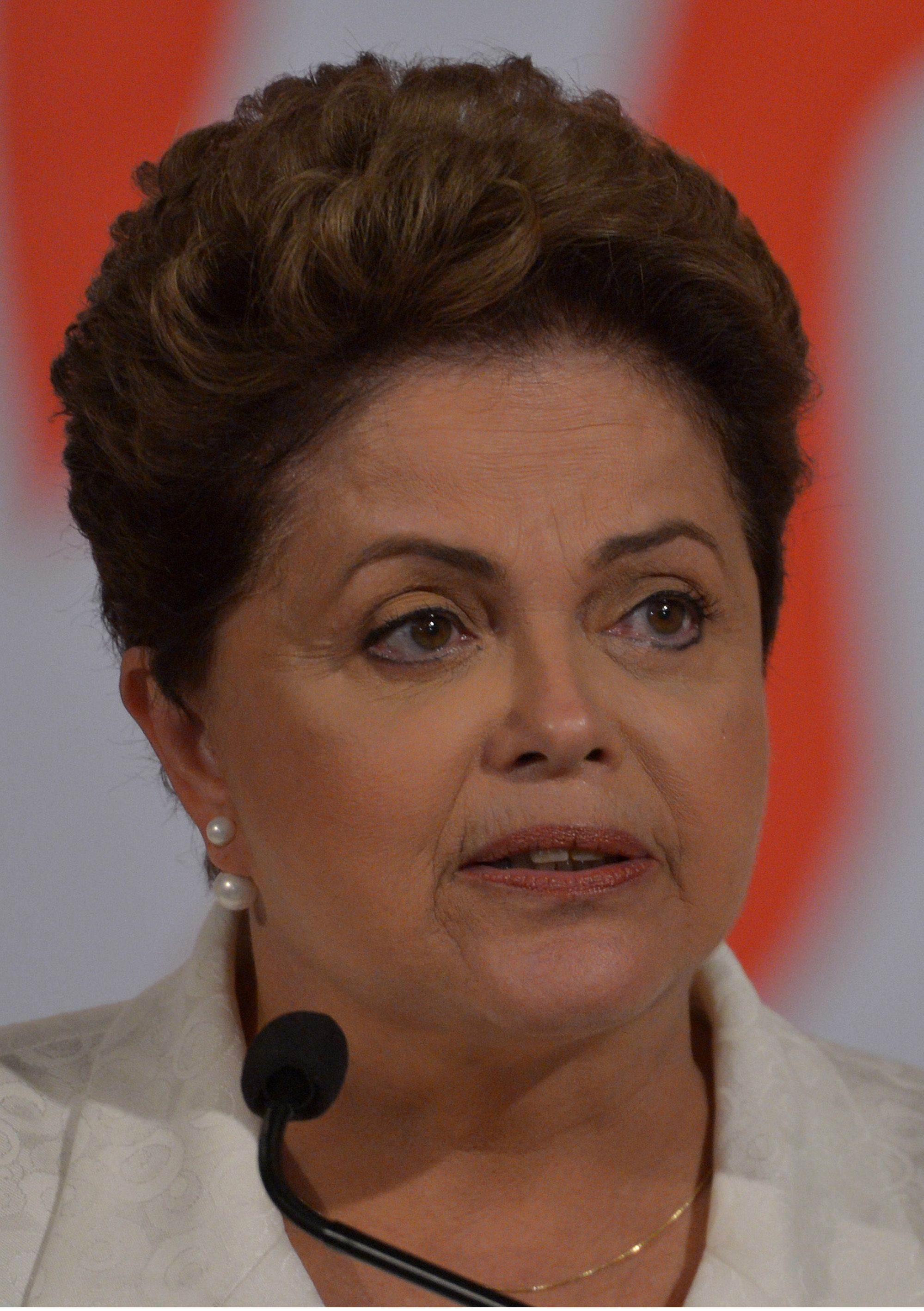
Сочувствие бразильской сборной высказала президент страны Дилма Русеф

В Германии матч показывала телекомпания ZDF, что собрало рекордную аудиторию по всей стране — 32,57 млн телезрителей (87,8 % от всех потенциальных зрителей) — и побило предыдущий рекорд, поставленный в полуфинале чемпионата мира 2010 года Германия — Испания. Но через пять дней этот рекорд был перебит в финале чемпионата мира. В Бразилии матч показывал телеканал Rede Globo, но число смотревших матч уменьшалось с каждым голом немцев.
В социальной сети Twitter было оставлено 35,6 млн сообщений, связанных так или иначе с матчем Бразилия — Германия, и по числу сообщений полуфинал превзошёл даже Супербоул XLVIII. 24,9 млн сообщений были оставлены в течение матча. В самом начале встречи пользователи добавляли хештег #PrayForBrazil, но при счёте 5:0 эти хештеги утратили популярность. Одни бразильские болельщики высмеивали собственную сборную, сравнивая голы Германии с автомобилем Volkswagen Gol, а сборную называя презрительно «одиннадцатью Фредами». Другие и вовсе сравнили эффективность немецкой сборной с действиями вермахта во Второй мировой войне и даже с Холокостом, назвав случившееся «Голокостом». За одну такую шутку депутат парламента Малайзии Бунг Моктар Радин подвергся критике со стороны общественности и посла Германии в Малайзии Хольгера Михаэля. Свою печаль в Twitter выразила и президент Дилма Русеф, заявив, что была глубоко опечалена поражением. Высказался по этому поводу и министр иностранных дел Израиля Игал Палмор, который припомнил Бразилии обвинения в неразумном использовании сил для подавления конфликта в Секторе Газа в 2014 году: «Это не футбол. Если в футболе ничья, ты думаешь, что это разумно, а если счёт 7:1 — неразумно».
Поскольку давление на сборную, от которой ждали победы на домашнем чемпионате мира, вылилось в неожиданный шок от поражения, и ФИФА, и СМИ назвали игру «Минейрасо» (порт. Mineiraço, буквально Удар Минейран), вспомнив матч Уругвая и Бразилии 1950 года под названием «Мараканасо», когда в такой же обстановке Бразилия проиграла дома Уругваю, взявшему титул чемпионов мира. Дочь бразильского вратаря Моасира Барбозы, которого изгнали из сборной за это поражение, сказала, что поражение оказалось достаточным, чтобы искупить вину её отца, а вот забивший решающий гол в матче 1950 года уругваец Альсидес Гиджа сказал, что в 1950 году на кону стояло куда больше, чем в 2014 году, поэтому сравнивать оба матча неуместно.
Уже после первых забитых мячей бразильские болельщики начали массово покидать трибуны, а после первого тайма в Сан-Паулу и некоторых других бразильских городах начались массовые беспорядки. С матча немецких фанатов вывели под охраной полиции после сообщений об угрозе беспорядков. СМИ облетела фотография плачущего Кловиса Фернандеса, преданного фаната сборной. Хотя немецкие болельщики проявили уважение к проигравшим хозяевам, аргентинцы выражали абсолютно другие эмоции, восторженно радуясь тому, что Бразилия проиграла. Вскоре стали поступать различные сообщения о том, что в Рио-де-Жанейро на пляже Копакабана взбешённые болельщики начали грабить туристов, что фанаты начали жечь флаги Бразилии на улицах Сан-Паулу ещё до конца встречи и что в окрестностях Сан-Паулу были сожжены несколько автобусов и разграблен магазин электроники. Полицейские вынуждены были применить слезоточивый газ, чтобы остановить хулиганов.
Несколько букмекерских контор приняли ставки на итоговый счёт 7:1 в пользу Германии и выплатили после матча победителям причитающиеся суммы: максимальный выигрыш составил 50 тысяч долларов США при изначальной ставке 50 долларов, которую сделал житель Новой Зеландии.

### СМИ
Бразильские газеты вышли на следующий день после матча c разгромными статьями: «Сильнейший позор в истории» (Lance!), «Историческое унижение» (Folha de S.Paulo) и «Бразилия убита» (O Globo). Estado de Minas, крупнейшая газета Белу-Оризонти, на первой странице изобразила фотографию грустного бразильского болельщика, мячами цветов национальных флагов обозначила все голы матча с именами авторов, а под этими изображениями была подпись «Вы всё ещё хотите вспомнить, что случилось? Тогда переверните страницу». На обороте была напечатана статья «Крупнейший позор бразильского футбола». Газета O Dia назвала случившееся позором для страны: «Обладатель наибольшего числа Кубков мира дал себя убить. Он был унижен у себя дома. И с изысканной жесткостью».
Пресса других стран также эмоционально отреагировала на результат матча, называя случившееся национальной трагедией Бразилии, последствия которой были сильнее, чем «Мараканасо» 1950 года: «Катастрофа» (L'Équipe), «Хозяева платят цену за семь смертных грехов» (The Times), «Полнейшее унижение» (Sky Sports), «Чернейшая ночь в истории бразильского футбола» (The Independent). Особенно беспощадными были польские СМИ, вышедшие с заголовками «Бразилия ниже критики» (Przegląd Sportowy) и «Бразилия изнасилована и втоптана в грязь» (Newsweek). А Gazeta Wyborcza заявила, что технический директор Национального стадиона Варшавы, впечатлённый игрой Германии, пообещал подготовить табло для показа двузначного результата матча к грядущему матчу отбора на чемпионат Европы против сборной Германии.
Многие журналисты при этом отметили, что у Бразилии не было шансов на победу при такой игре. Газета Le Figaro сравнила команды с боксёрами разных весовых категорий, а добытый немцами успех связала с работой Юргена Клинсманна, который на чемпионате мира 2006 года изменил менталитет немецкого футбола. По словам британской The Sun, второй, третий и четвёртый голы немцев были забиты за 179 секунд, что произвело на болельщиков Бразилии такой же шок, как вторжение полиции в разгар вечеринки, а The Guardian отметила, что такого поражения ещё не терпела ни одна страна-хозяйка чемпионатов мира. Ещё одна французская газета Libération заявила, что немцы просто выставили бразильцев на посмешище, и в одной из статей разместила серию «фотожаб», представлявших матч в юмористическом ключе. Израильская пресса и вовсе сравнила бразильскую команду с детьми, которых «порвали немецкие мужики» (Walla!), а российская пресса вспомнила матч сборных Португалии и России 13 октября 2004 года, когда Россия проиграла Португалии точно с таким же со счётом 7:1, причём Сколари занимал тогда пост главного тренера португальской сборной. Тренер сборной России Георгий Ярцев, руководивший командой в том матче, сказал, что Сколари пережил почти тот же ужас, что и сам Ярцев во время разгромного поражения 2004 года — у бразильцев не было никаких шансов оправиться после того, как немцы в течение 6 минут забили им четыре гола. «АиФ» отмечала несыгранность сборной Бразилии (вследствие освобождения её от участия в отборочных играх чемпионата и большого количества товарищеских матчей) на фоне опытной Германии, которая на протяжении последних шести лет играла практически одним составом с минимальными изменениями. РБК.Спорт писала, что отсутствие в сборной Бразилии звёзд действительно мирового масштаба, а также выбранная Сколари модель игры и привели к итоговому разгрому сборной на домашнем чемпионате.
По свидетельствам телерадиокомпании Би-би-си и её корреспондента Уайр Дэвиса в Рио-де-Жанейро, реакция фанатов в фан-зонах и на стадионе представляла собой «коллективное чувство шока, замешательства и национального унижения, которое Бразилия не могла не заметить». Футбольный журналист Тим Викери связал поражение с реформами в бразильском клубном футболе и вечными попытками бразильцев «выехать» на успехах сборной прошлых лет, но выразил надежду, что бразильцы теперь пересмотрят своё отношение к игре и постараются найти для себя место в современном мире. Наконец, сами бразильские СМИ признали, что разгром от Германии наверняка искупил вину сборной 1950 года, проигравшей Уругваю в решающем матче. Название этого матча — «Минейрасо» (порт. Mineirazo) по аналогии с «Мараканасо» — первым предложил Мигель Делани из ESPN, и этот термин подхватила сначала южноамериканская испаноязычная пресса, а затем и мировые СМИ.

## Последствия
Бразилия проиграла матч за 3-е место со счётом 0:3 сборной Нидерландов 12 июля и финишировала на 4-м месте. Это поражение сравнивалось с предыдущим крупнейшим поражением Бразилии на чемпионате мира, когда Бразилия проиграла 0:3 в финале чемпионата мира 1998 года французам. По итогам чемпионата мира 2014 года бразильцы пропустили 14 голов, чего не случалось прежде со сборной ни на одном турнире; это стало самым большим числом голов, пропущенных хозяйкой турнира, хотя не стало самым большим числом голов, пропущенных какой-либо сборной (антирекорд удерживает сборная Южной Кореи с 16 пропущенными голами на чемпионате мира 1954 года). Сборная Германии в финале сыграла против сборной Аргентины и одержала победу со счётом 1:0, завоевав четвёртый в своей истории чемпионский титул, но первый с момента объединения Восточной и Западной Германий. Финал прошёл 13 июля на стадионе Маракана, и в финале многие бразильцы, несмотря на поражение в полуфинале, поддерживали сборную Германии в борьбе против своего принципиальнейшего противника — сборной Аргентины.
Бразилия потерпела два домашних поражения подряд впервые с 1940 года, что заставило Луиса Фелипе Сколари уйти с поста главного тренера 15 июля. Спустя две недели Бразильская конфедерация футбола назначила тренером сборной Дунгу, который тренировал сборную с 2006 по 2010 годы и был уволен после того, как Бразилия проиграла в четвертьфинале чемпионата мира 2010 года Нидерландам 2:1. Однако через два года Дунга также был уволен после провала сборной на Кубке Америки в США.